# Priziac
Priziac (bret. Prizieg) – miejscowość i gmina we Francji, w regionie Bretania, w departamencie Morbihan.
Według danych na rok 1990 gminę zamieszkiwały 1074 osoby, a gęstość zaludnienia wynosiła 24 osoby/km² (wśród 1269 gmin Bretanii Priziac plasuje się na 551. miejscu pod względem liczby ludności, natomiast pod względem powierzchni na miejscu 99.).